# Quando un uomo uccide (raccolta)
Quando un uomo uccide (titolo originale Three Witnesses) è un volume di Rex Stout che raccoglie tre romanzi brevi con protagonista Nero Wolfe, e pubblicato per la prima volta negli Stati Uniti nel 1956 presso Viking Press.

## Contenuto
- Quando un uomo uccide (1954)
- Nero Wolfe raggira l'accusa (1955)
- Nero Wolfe non abbaia ma morde (1954)